# Quercus georgiana
Quercus georgiana är en bokväxtart som beskrevs av Moses Ashley Curtis. Quercus georgiana ingår i släktet ekar, och familjen bokväxter. IUCN kategoriserar arten globalt som starkt hotad. Inga underarter finns listade.

## Bildgalleri

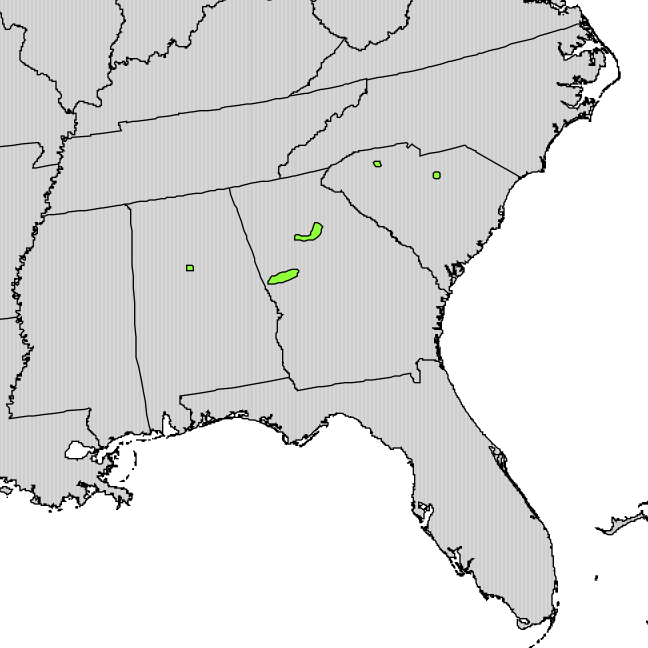